# Дуб-каплиця
Дуб-каплиця (фр. Chêne d'Allouville) — каплиця, що знаходиться у порожнині дуба у французькому селі Аллувіль-Бельфосс у Нормандії. Основою для каплиці є справжній дуб, якому налічується від 800 до 1000 років і за легендою, посаджений він був ще в 911 році, на честь заснування Нормандії. Хоча вчені говорять, що йому навіть більше ніж 1200 років.

## Опис
Висота дуба становить близько 20 м, а діаметр крони — близько 16 м. Каплиця «Діви Марії» має розміри: 1,75 м завдовжки, 1,17 м завширшки і близько 2,3 м у висоту. Навколо дуба звиваються гвинтові сходи, по якій можна забратися в каплицю Chambre de l'Ermite. На вершині каплиці навіть була невелика дзвіниця і невеликий хрест. Дзвіниця, на жаль, до наших днів не збереглася, а про її існування нагадує лише гравюра Гіацинта Ланглуа на вершині каплиці, на ній вигравіруваний Дуб-каплиця з дзвіницею і хрестом на верхівці. На стінах каплиці «Діви Марії» висять образи святого Йосипа і Діви Марії, а по центру приміщення розташований жертовник з двома свічками і люстрою на стелі.

## Історія
Ідея побудувати таку каплицю прийшла у XVII столітті місцевому абату Де Труа, настоятелю місцевої церковної парафії, після того, як в дуб влучила блискавка, яка розколола і спалила дерево, але воно вижило і стало рости далі, вкрившись зеленим листям. Після такого дива, абат Де Труа з іншим священиком отцем Фате Дю Серко побудували в порожнині, що утворилася після блискавки дві кімнатки-каплиці. Нижня називалася — Notre Dame de la Paix (Каплиця Діви Марії), яка стала місцем паломництва, а верхня — Chambre de l'Ermite (Каплиця Відлюдника), в якій отець Дю Серко прожив відлюдником до смерті, всередині навіть містилося невелике ліжко, на якому він спав.
Під час французької революції каплицю намагалися спалити, як символ релігійного поклоніння, але місцевий учитель врятував Дуб-каплицю, повісивши на нього табличку з написом — «Храм Розсудливості». У XIX столітті французька імператриця Євгенія, дружина Наполеона ІІ, подарувала цій каплиці дерев'яну позолочену статую Діви Марії, яка в даних момент зберігається в місцевій церкві Святого Квентина Алувільського.
Про цей знаменитий дуб навіть зняли фільм — «Дуб Аллувіль». Це зробив режисер Серж Пенар в 1981 році, головні ролі в якому зіграли — Жан Лефевр, Бернар Менез і Анрі Гібе. У фільмі розповідається про те, як жителі міста захищали Дуб-каплицю від руйнування, яке замислили чиновники на чолі з мером для здійснення свого проекту з розширення міста.
Нині дуб-каплиця Chêne d'Allouville є історичною пам'яткою і охороняється, а також реставрується. Каплиці, для забезпечення надійності, в 1988 році був зроблений металевий каркас, а тріщини в корі дуба закладені за допомогою рудої черепиці та металу, також до дуба були прикріплені металеві розпірки. У 2007 році дерев'яні гвинтові сходи були замінені на металеві, а в 2008 році, біля основи дуба була замінена гравійна підсипка та дошки. Дуб-каплиця дуже популярне місце серед туристів, в рік це місце відвідує близько 40 тисяч туристів. Щороку 15 серпня на це місце з'їжджаються віруючі з усього світу, щоб відсвяткувати свято Внебовзяття Пресвятої Богородиці (у православній традиції — «Успіння Пресвятої Богородиці»).

## Галерея

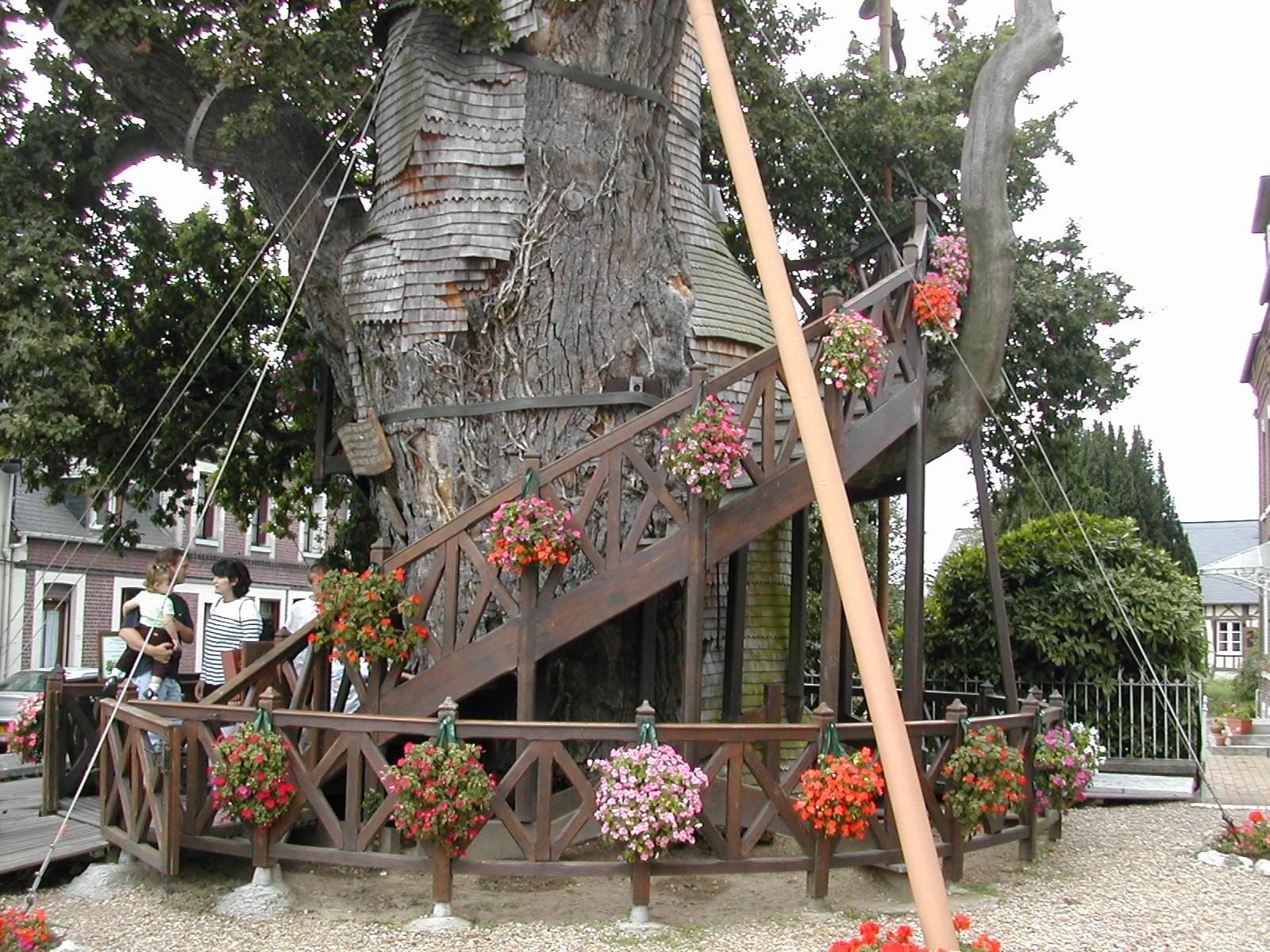
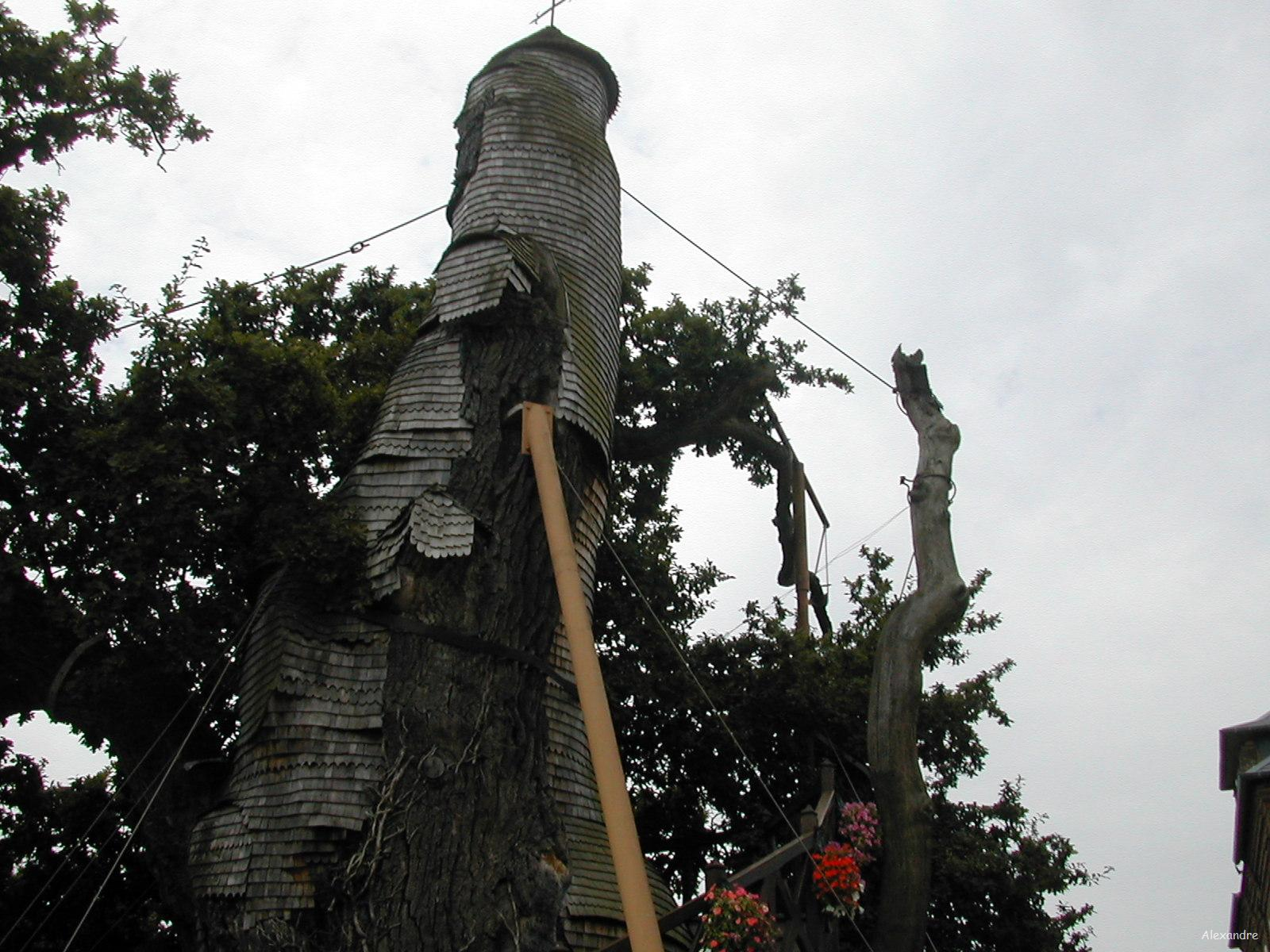
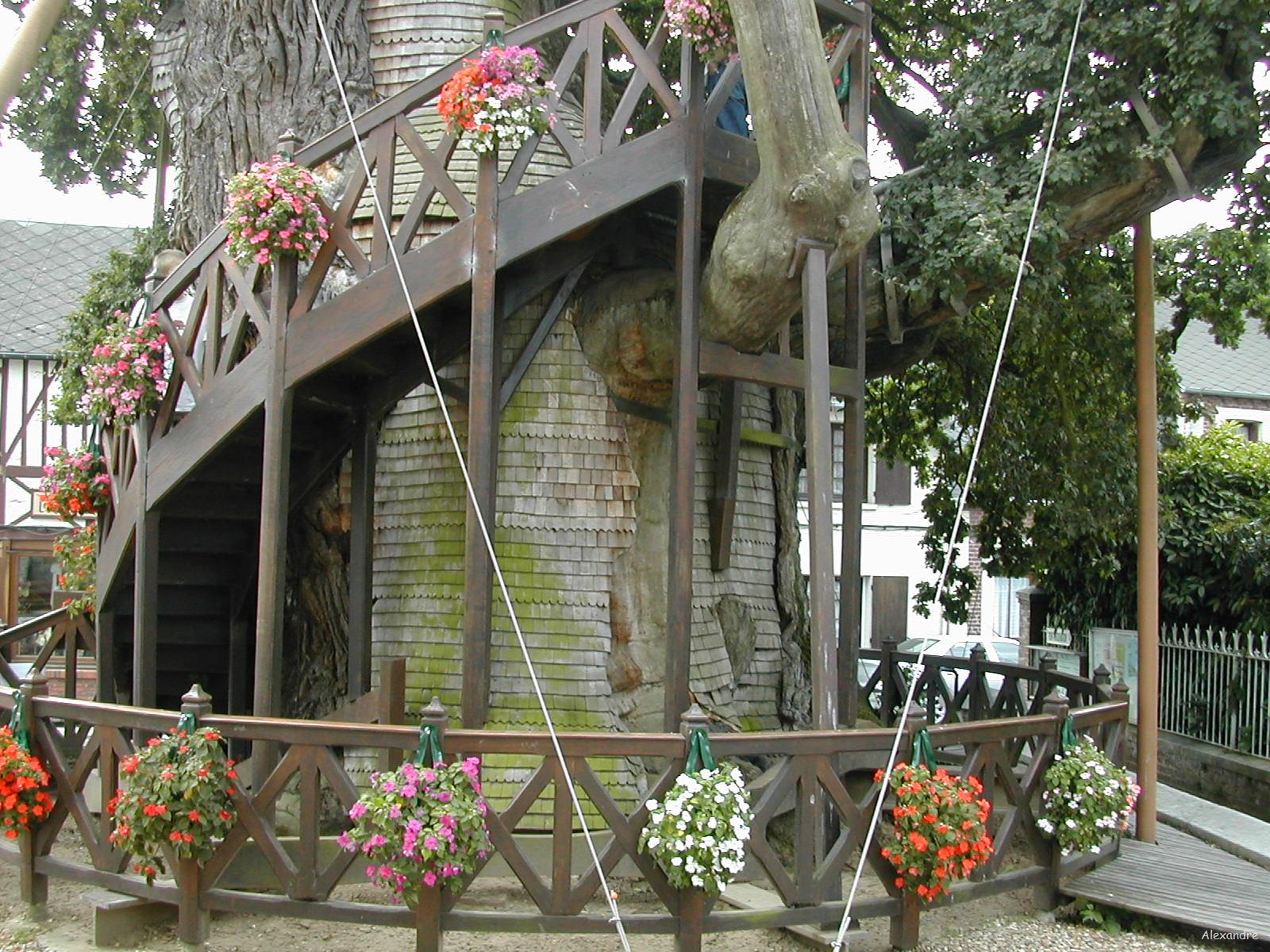
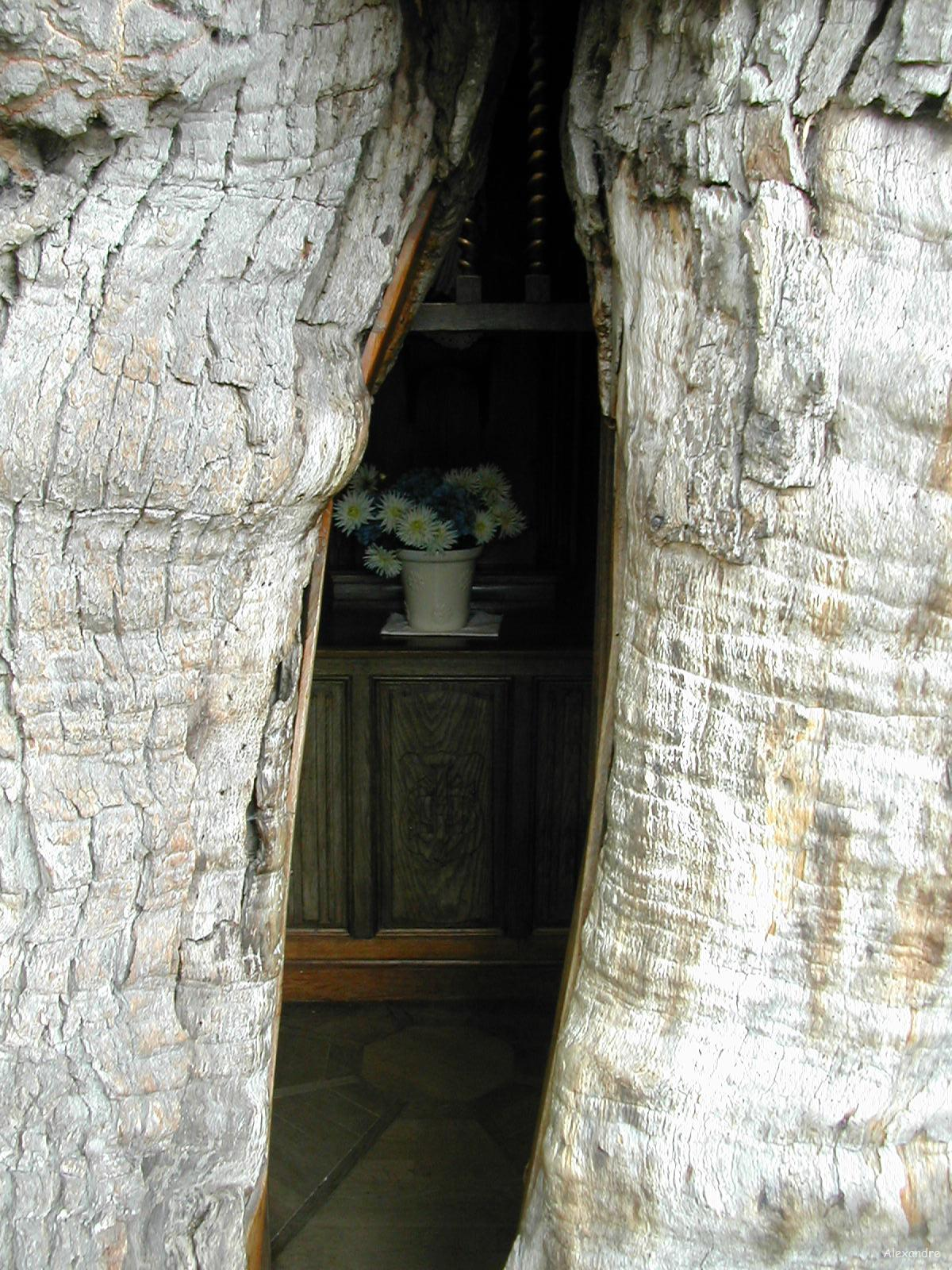
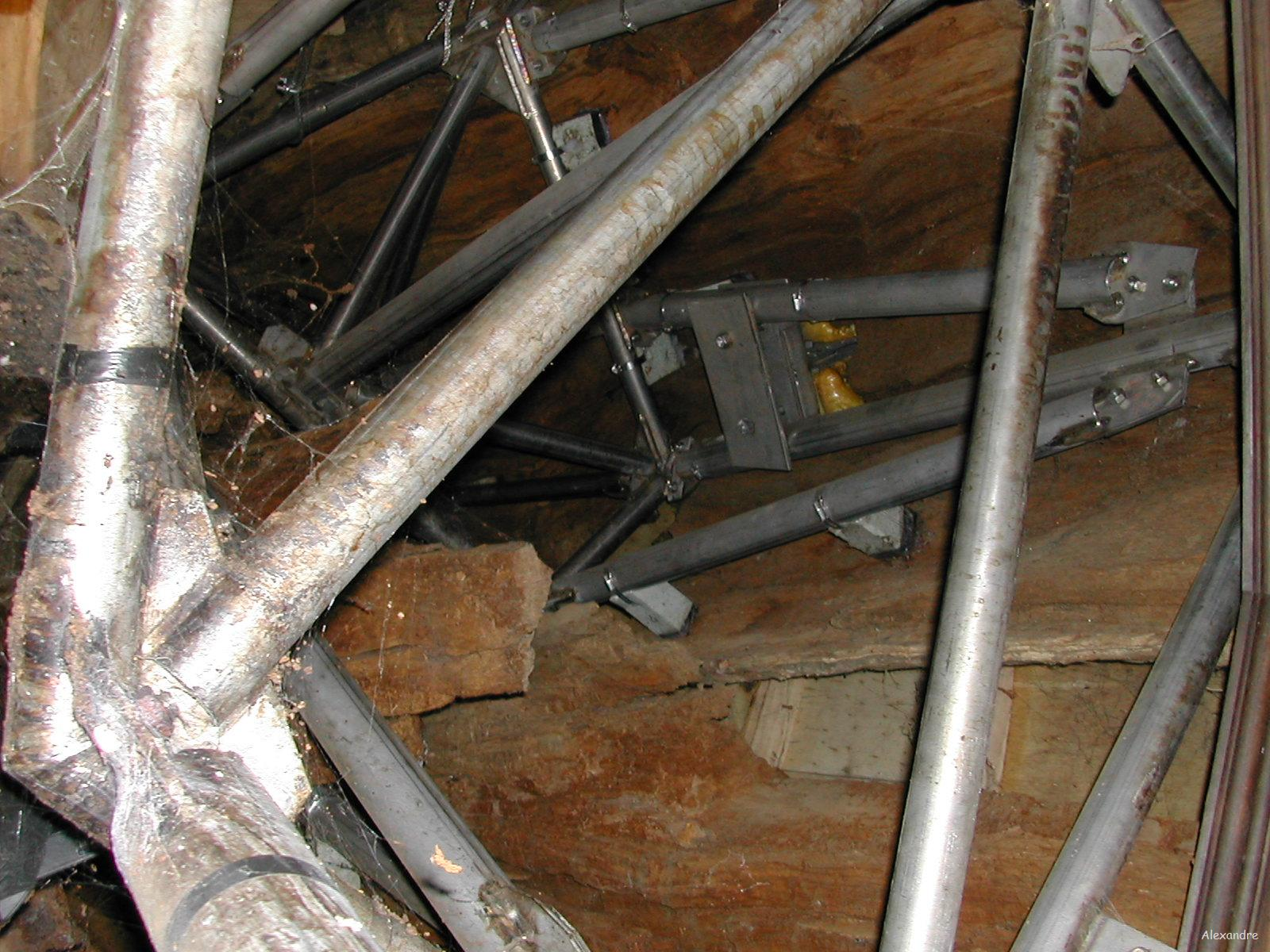
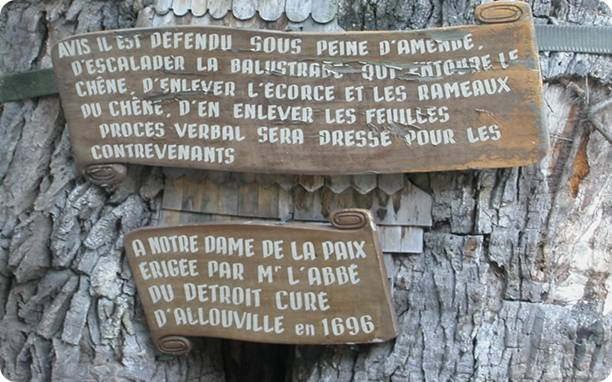
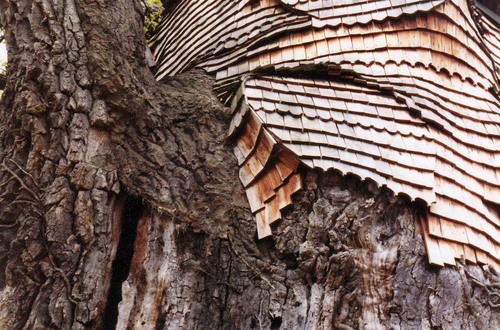